# Хосе Дела Торе
Хосе Дела Торе (шп. José Della Torre; Сан Исидро, 23. март 1906 — Ланус, 31. јул 1979) био је аргентински фудбалер. Играо је на позицији десног бека за Аргентину у финалу првог светског првенства у фудбалу 30. јула 1930. године, која је Аргентина изгубила 4:2 против Уругваја.
Након што се повукао као играч, Дела Торе је постао фудбалски тренер, када је 1958. водио Расинг Клуб до титуле у првој лиги аргентинског фудбала. Такође је био тренера Ферол Кариљ Остеа.
На првенству Јужне Америке 1959. у Аргентини, које су освојили домаћини, био је заједно са Викториом Спињетом и Хосеом Бареиром заједнички тренер аргентинске репрезентације.

## Преглед каријере
Играч
- 1925–1926: Сан Исидро
- 1927–1933: Расинг Клуб
- 1934: Америка (РЈ)
- 1935–1936: Феро Кариљ Осте
- 1937: Атланта
- 1938–1941: Америка (РЈ)

Тренер
- 1941: Платенсе
- 1942–1943: Феро Кариљ Осте
- 1945: Евертон Виња дел Мар
- 1947–1948: Америка (РЈ)
- 1949–1952: Феро Кариљ Осте
- 1958: Расинг Клуб
- 1959: Аргентина
- 1959–1960: Платенсе
- 1961: Феро Кариљ Осте
- 1962: Платенсе
- 1963: Палестино
- 1964: Платенсе

## Успеси

### Играч
Расинг Клуб
- Куп части (1) : 1932.
- Куп компетенције (1) : 1933.

Аргентина
- Светско првенство : финале 1930.

### Тренер
Расинг Клуб
- Првенство Аргентине (1) : 1958.

Аргентина
- Копа Америка (1) : 1959.